# Kami (Miyagi)
Kami (加美町 Kami-machi?) es un pueblo localizado en la prefectura de Miyagi, Japón. En octubre de 2018 tenía una población de 22.636 habitantes y una densidad de población de 49,1 personas por km². Su área total es de 460,67 km².

## Geografía

### Municipios circundantes
- Prefectura de Miyagi
  - Ōsaki
  - Shikama
- Prefectura de Yamagata
  - Obanazawa
  - Mogami

## Demografía
Según datos del censo japonés, la población de Kami ha disminuido en los últimos años.
| Año del censo | Población |
| ------------- | --------- |
| 1995          | 29.466    |
| 2000          | 28.330    |
| 2005          | 27.212    |
| 2010          | 25.527    |
| 2015          | 23.743    |